# بول جياماتي
بول جياماتي (بالإنجليزية: Paul Giamatti)‏ ممثل أمريكي من مواليد 6 يونيو 1967، حاصل على جائزة نقابة ممثلي الشاشة مرتين عام 2004 كأفضل فريق ممثلين عن دورهم في فيلم سايدويز، وعام 2005 كأفضل ممثل مساند عن دوره في فيلم رجل سندريلا.

## الترشيحات والجوائز

### الأوسكار
- أفضل ممثل مساعد عام 2006 عن فيلم Cinderella Man

### الغولدن غلوب
- أفضل ممثل أستعراضى أو كوميدى عام 2005 عن فيلم Sideways
- أفضل ممثل مساعد عام 2006 عن فيلم Cinderella Man
- أفضل ممثل في مسلسل قصير أو فيلم تليفزيونى عام 2009 عن مسلسل John Adams وفاز بها
- أفضل ممثل أستعراضى أو كوميدى عام 2011 عن فيلم Barney's Version وفاز بها

## أعماله الفنية
1. فيلم كاذب كبير جدا

## مواقع خارجية
- بول جياماتي على موقع IMDb (الإنجليزية)
- بول جياماتي على موقع ميتاكريتيك (الإنجليزية)
- بول جياماتي على موقع الموسوعة البريطانية (الإنجليزية)
- بول جياماتي على موقع روتن توميتوز (الإنجليزية)
- بول جياماتي على موقع مونزينجر (الألمانية)
- بول جياماتي على موقع قاعدة بيانات الأفلام العربية
- بول جياماتي على موقع ألو سيني (الفرنسية)
- بول جياماتي على موقع ميوزك برينز (الإنجليزية)
- بول جياماتي على موقع تيرنر كلاسيك موفيز (الإنجليزية)
- بول جياماتي على موقع أول موفي (الإنجليزية)